# Saint-Loup-Hors
Saint-Loup-Hors é uma comuna francesa na região administrativa da Normandia, no departamento Calvados. Estende-se por uma área de 5,33 km². Em 2010 a comuna tinha 540 habitantes (densidade: 101,3 hab./km²).